# Apothekersassistent
Een apothekersassistent(e) is de belangrijkste schakel in de apotheek die het lopende werk doet. Het gaat hier om bereidingen, voorraadbeheer, het voorlichten van patiënten, het invoeren en verwerken van recepten. De overige werkzaamheden komen voor rekening van de apotheker.

## Scholing
In Nederland bestaat er een MBO-opleiding van 3 jaar, die men gevolgd moet hebben om dit werk goed te kunnen uitvoeren. De titel "apothekersassistent" is de enige in Nederland beschermde titel die met een opleiding lager dan Bachelor (HBO) behaald kan worden.
Sedert 2005 is het in België verplicht om een diploma "apothekersassistent" te bezitten om in een apotheek te werken als niet-apotheker. Dit diploma wordt behaald in de TSO-afdeling "Farmaceutisch-technisch assistent", of in een gelijkaardige afdeling in het avondonderwijs. Daarnaast bestaat er ook nog een Bachelor-opleiding Farmaceutische en Biologische technieken, wat eigenlijk een laborantenopleiding is, eerder voor de farmaceutische industrie.

## Overig
In Nederland bestaat de functie van 'apotheek-medewerker' ook, dit zijn veelal mensen die de apotheek schoonmaken en voor koffie en thee zorgen. Soms bezorgen deze apotheekmedewerkers de medicijnen, soms zorgen zij voor patiënteninformatiefolders.
Vroeger moesten de apotheek-assistentes ook de medicijnen bereiden. Vrijwel alle medicijnen zijn tegenwoordig voorverpakt, zodat dit nog maar een klein deel van de werkzaamheden is. Vooral dermatica als crèmes en zalven worden nog in de apotheek bereid, net als medicatie voor bijzondere patiënten (denk aan laaggedoseerde medicatie voor kinderen of mensen met slecht functionerende nieren).